# Protocharon arenicola
Protocharon arenicola är en kräftdjursart som beskrevs av Chappuis, Delamare-Deboutteville och Renaud Maurice Adrien Paulian 1956. Protocharon arenicola ingår i släktet Protocharon och familjen Janiridae. Inga underarter finns listade i Catalogue of Life.